# کنت لین (فیزیکدان)
 کنت لین (انگلیسی: Kenneth Lane؛ زاده ) یک دانشمند اهل ایالات متحده آمریکا است.